# Добри
Добри (пол. Dobry, нім. Döbern) — село в Польщі, у гміні Ґодково Ельблонзького повіту Вармінсько-Мазурського воєводства.
Населення — 288 осіб (2011).
У 1975-1998 роках село належало до Ельблонзького воєводства.

## Демографія
Демографічна структура станом на 31 березня 2011 року:
|          | Загалом | Допрацездатний вік | Працездатний вік | Постпрацездатний вік |
| -------- | ------- | ------------------ | ---------------- | -------------------- |
| Чоловіки | 149     | 25                 | 112              | 12                   |
| Жінки    | 139     | 27                 | 79               | 33                   |
| Разом    | 288     | 52                 | 191              | 45                   |